# Fundo das Nações Unidas para a Infância
O Fundo das Nações Unidas para a Infância (mais conhecido pela sigla em inglês UNICEF e originalmente chamado de Fundo de Emergência Internacional para Crianças das Nações Unidas) é uma agência das Nações Unidas responsável por fornecer recursos humanitários e de desenvolvimento ajuda a crianças em todo o mundo. A agência está entre as agências de bem-estar social mais difundidas e reconhecidas organizações do mundo, com presença em 192 países e territórios. As atividades do UNICEF incluem o fornecimento de imunizações e prevenção de doenças, administração de tratamento para crianças e mães com HIV, melhoria da nutrição infantil e materna, melhoria do saneamento, promoção da educação e fornecimento de ajuda de emergência em resposta a desastres.
O UNICEF é o sucessor do Fundo Internacional de Emergência para Crianças das Nações Unidas, criado em 11 de dezembro de 1946, em Nova York, pela Administração de Reabilitação de Ajuda da ONU para fornecer socorro imediato a crianças e mães afetadas pela Segunda Guerra Mundial. No mesmo ano, a Assembleia Geral da ONU estabeleceu o UNICEF para institucionalizar ainda mais o trabalho de socorro pós-guerra. Em 1950, seu mandato foi estendido para atender às necessidades de longo prazo de crianças e mulheres, particularmente em países em desenvolvimento. Em 1953, a organização tornou-se parte permanente do Sistema das Nações Unidas, e seu nome foi posteriormente alterado para sua forma atual, embora mantenha o acrônimo original.
A UNICEF depende inteiramente de contribuições voluntárias de governos e doadores privados. Sua receita total em 2020 foi de US$ 7,2 bilhões; dos quais os parceiros do setor público contribuíram com US$ 5,45 bilhões. É governado por um conselho executivo de 36 membros que estabelece políticas, aprova programas e supervisiona planos administrativos e financeiros. O conselho é formado por representantes do governo eleitos pelo Conselho Econômico e Social das Nações Unidas, geralmente para mandatos de três anos.

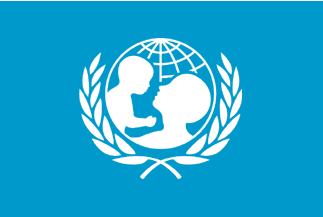
Bandeira da UNICEF

Os programas do UNICEF enfatizam o desenvolvimento de serviços comunitários para promover a saúde e o bem-estar das crianças. A maior parte de seu trabalho é no campo, com uma rede que inclui 150 escritórios nos países, sedes e outras instalações e 34 "comitês nacionais" que cumprem sua missão por meio de programas desenvolvidos com os governos anfitriões. Sete escritórios regionais fornecem assistência técnica aos escritórios nos países conforme necessário, enquanto sua Divisão de Suprimentos — com sede nas cidades de Copenhague e Nova York — ajuda a fornecer mais de US$ 3 bilhões em ajuda e serviços críticos.
Em 2018, o UNICEF ajudou no nascimento de 27 milhões de bebês, administrou vacinas pentavalentes a cerca de 65,5 milhões de crianças, forneceu educação para 12 milhões de crianças, tratou quatro milhões de crianças com desnutrição aguda grave e respondeu a 285 emergências humanitárias em 90 países. O UNICEF recebeu reconhecimento por seu trabalho, incluindo o Prêmio Nobel da Paz em 1965, o Prêmio Indira Gandhi em 1989 e o Prêmio Princesa das Astúrias em 2006. Durante a pandemia de COVID-19 de 2020, o UNICEF, juntamente com a Organização Mundial da Saúde e outras agências, publicaram orientações sobre parentalidade saudável.

## No Brasil
O UNICEF está presente no Brasil desde 1950, apoiando as mais importantes transformações na área da infância e da adolescência no País. Participou das grandes campanhas de imunização e aleitamento materno; da mobilização que resultou na aprovação do artigo 227 da Constituição Federal e na elaboração do Estatuto da Criança e do Adolescente; do movimento pelo acesso universal à educação; dos programas de enfrentamento ao trabalho infantil; entre outros grandes avanços para a garantia dos direitos de meninas e meninos brasileiros.
Em seu programa de cooperação com o governo brasileiro para o período de 2017 a 2021, o UNICEF concentra seus esforços nas meninas e meninos mais vulneráveis e excluídos, com foco especial nas crianças e nos adolescentes que são vítimas de formas extremas de violência. O UNICEF chega a quase 2 000 municípios da Amazônia e do Semiárido e a 17 capitais estaduais, por meio do Selo UNICEF e da Plataforma dos Centros Urbanos.